# Felicia heterophylla
Felicia heterophylla là một loài thực vật có hoa trong họ Cúc. Loài này được (Cass.) Grau mô tả khoa học đầu tiên năm 1973.